# Zaolutus actius
Zaolutus actius är en havsanemonart som beskrevs av Hand 1955. Zaolutus actius ingår i släktet Zaolutus och familjen Isanthidae. Inga underarter finns listade i Catalogue of Life.